# Copa Intercontinental Sub-20 2022
La Copa Intercontinental Sub-20 2022 o Sub-20 Intercontinental 2022 fue la primera edición del torneo de fútbol juvenil en formato de final única organizado por la CONMEBOL y la UEFA, que enfrenta al campeón de la Copa Libertadores Sub-20 con el campeón Sub-19 de la Liga Juvenil de la UEFA. El partido lo disputaron Peñarol —ganador de la Copa Libertadores Sub-20 2022— y Benfica —ganador de la Liga Juvenil de la UEFA 2021-22— en el Estadio Centenario de Montevideo, Uruguay, el 21 de agosto de 2022. Benfica se consagró campeón al vencer por 0-1, con tanto de Luís Semedo.
La competencia se lanzó en 2022 como parte de un acuerdo entre CONMEBOL y UEFA, siendo el primer campeonato de clubes organizado por estas confederaciones luego de la realización de la Copa Intercontinental en 2004. Su realización fue anunciada el 2 de junio de 2022.

## Historia
El 12 de febrero de 2020, la UEFA y la CONMEBOL firmaron un memorando de entendimiento (MoU, por su sigla en inglés, memorandum of understanding) para la cooperación entre las dos confederaciones. Como parte del acuerdo, un comité conjunto UEFA-CONMEBOL examinó la posibilidad de organizar partidos intercontinentales europeo-sudamericanos, tanto para fútbol masculino como femenino. El 15 de diciembre de 2021, la UEFA y la CONMEBOL ampliaron el MoU hasta 2028, incluyendo la apertura de una oficina conjunta en Londres y la posible organización de varios eventos futbolísticos.
El 2 de junio de 2022, al día siguiente de la celebración de la Finalissima 2022, CONMEBOL y UEFA anunciaron una serie de nuevos eventos entre equipos de las dos confederaciones, incluyendo a este campeonato.

## Participantes
| Equipo  | Via de clasificación                            | Fecha de clasificación | Participaciones | Última participación | Mejor desempeño |
| ------- | ----------------------------------------------- | ---------------------- | --------------- | -------------------- | --------------- |
| Peñarol | Campeón de la Copa Libertadores Sub-20 (2022)   | 20 de febrero de 2022  | Debutante       | Debutante            | Debutante       |
| Benfica | Campeón de la Liga Juvenil de la UEFA (2021-22) | 25 de abril de 2022    | Debutante       | Debutante            | Debutante       |

## Sede
| Uruguay                                 |            |
| Ciudad                                  | Estadio    |
| Montevideo                              | Centenario |
|                                         |            |
| 60 236 espectadores                     |            |
| Final Copa Intercontinental Sub-20 2022 |            |

## Formato
El torneo se disputó a modalidad de partido único de 90 minutos. Si luego del tiempo reglamentario el partido hubiera finalizado en empate, el campeón se habría definido mediante los tiros desde el punto penal.
Los planteles estuvieron compuestos por 22 jugadores (al menos 2 de ellos debieron ser arqueros) nacidos a partir del 1 de enero de 2002. Los equipos participantes debieron inscribir al máximo número posible de jugadores que hayan competido en la Copa Libertadores Sub-20 2022 (Peñarol) y en la Liga Juvenil de la UEFA 2021-22 (Benfica).

## Árbitros
El equipo arbitral fue designado por el Comité de Árbitros de Conmebol y UEFA. Estuvo conformado por Derlis López (árbitro), Roberto Cañete, José Villagra (árbitros asistentes) y José Méndez (árbitro suplente) de Paraguay y Germán Delfino (árbitro VAR) y Maximiliano Del Yesso (asistente VAR) de Argentina.

## Partido
| 21 de agosto de 2022                                                  | Peñarol | 0:1 (0:0)                     | Benfica    | Estadio Centenario, Montevideo                                               |                                                                              |
| 16:30 (UTC-3)                                                         |         | UEFA Reporte Conmebol Reporte | Semedo 69' | Asistencia: 40 579 espectadores Árbitro(s): Derlis López VAR: Germán Delfino | Asistencia: 40 579 espectadores Árbitro(s): Derlis López VAR: Germán Delfino |
| Primera vuelta olímpica que se da en la Copa Intercontinental Sub-20. |         |                               |            |                                                                              |                                                                              |

### Ficha
| 12    | POR   | Randall Rodríguez    |     |
| 2     | DEF   | Joaquín Ferreira     |     |
| 6     | DEF   | Matías González      |     |
| 3     | DEF   | Agustín Rodríguez    |     |
| 5     | DEF   | Mathías De Ritis     |     |
| 14    | MED   | Damián García        |     |
| 18    | MED   | Braulio Guisolfo     | 73' |
| 16    | MED   | Nicolás Rossi        |     |
| 19    | MED   | Santiago Homenchenko | 89' |
| 15    | MED   | Máximo Alonso        | 79' |
| 9     | DEL   | Óscar Cruz           | 73' |
| D. T. | D. T. | Juan Manuel Olivera  |     |

| 24    | POR   | Samuel Soares    |     |
| 71    | DEF   | João Tomé        | 86' |
| 44    | DEF   | Adrian Bajrami   |     |
| 62    | DEF   | Lenny Lacroix    |     |
| 65    | DEF   | Rafael Rodrigues |     |
| 73    | MED   | Cher Ndour       | 74' |
| 74    | MED   | Žan Jevšenak     | 86' |
| 87    | MED   | João Neves       |     |
| 52    | DEL   | Henrique Pereira | 74' |
| 51    | DEL   | João Resende     | 64' |
| 96    | DEL   | Diego Moreira    |     |
| D. T. | D. T. | Luis Castro      |     |

| 13 10 | DEL MED | Santiago Díaz Matías Ferreira | 73' |
| 11    | DEL     | Brian Mansilla                | 79' |
| 20    | MED     | Mateo Carrizo                 | 89' |

| 90    | DEL     | Luís Semedo                    | 64' |
| 46 76 | DEL MED | Gerson Sousa Martim Neto       | 74' |
| 78 60 | DEF MED | Francisco Domingues Nuno Félix | 86' |

| 69' | Luís Semedo | 0:1 |

| 52' | Damián García |

| 81' · 90+3' · 90+5' | Žan Jevšenak Martim Neto Nuno Félix |

| Principal  | Derlis López   |
| Asistentes | Roberto Cañete |
|            | José Villagra  |
| Cuarto     | José Méndez    |

| VAR            | Germán Delfino        |
| Asistentes VAR | Maximiliano Del Yesso |

|  |                   |    |    |
|  | Tiros             | 14 | 6  |
|  | Tiros a puerta    | 7  | 2  |
|  | Faltas            | 7  | 11 |
|  | Saques de esquina | 7  | 5  |
|  | Penaltis          | 0  | 0  |

| 12    | POR   | Randall Rodríguez    |     |
| 2     | DEF   | Joaquín Ferreira     |     |
| 6     | DEF   | Matías González      |     |
| 3     | DEF   | Agustín Rodríguez    |     |
| 5     | DEF   | Mathías De Ritis     |     |
| 14    | MED   | Damián García        |     |
| 18    | MED   | Braulio Guisolfo     | 73' |
| 16    | MED   | Nicolás Rossi        |     |
| 19    | MED   | Santiago Homenchenko | 89' |
| 15    | MED   | Máximo Alonso        | 79' |
| 9     | DEL   | Óscar Cruz           | 73' |
| D. T. | D. T. | Juan Manuel Olivera  |     |

| 24    | POR   | Samuel Soares    |     |
| 71    | DEF   | João Tomé        | 86' |
| 44    | DEF   | Adrian Bajrami   |     |
| 62    | DEF   | Lenny Lacroix    |     |
| 65    | DEF   | Rafael Rodrigues |     |
| 73    | MED   | Cher Ndour       | 74' |
| 74    | MED   | Žan Jevšenak     | 86' |
| 87    | MED   | João Neves       |     |
| 52    | DEL   | Henrique Pereira | 74' |
| 51    | DEL   | João Resende     | 64' |
| 96    | DEL   | Diego Moreira    |     |
| D. T. | D. T. | Luis Castro      |     |

| 13 10 | DEL MED | Santiago Díaz Matías Ferreira | 73' |
| 11    | DEL     | Brian Mansilla                | 79' |
| 20    | MED     | Mateo Carrizo                 | 89' |

| 90    | DEL     | Luís Semedo                    | 64' |
| 46 76 | DEL MED | Gerson Sousa Martim Neto       | 74' |
| 78 60 | DEF MED | Francisco Domingues Nuno Félix | 86' |

| 69' | Luís Semedo | 0:1 |

| 52' | Damián García |

| 81' · 90+3' · 90+5' | Žan Jevšenak Martim Neto Nuno Félix |

| Principal  | Derlis López   |
| Asistentes | Roberto Cañete |
|            | José Villagra  |
| Cuarto     | José Méndez    |

| VAR            | Germán Delfino        |
| Asistentes VAR | Maximiliano Del Yesso |

|  |                   |    |    |
|  | Tiros             | 14 | 6  |
|  | Tiros a puerta    | 7  | 2  |
|  | Faltas            | 7  | 11 |
|  | Saques de esquina | 7  | 5  |
|  | Penaltis          | 0  | 0  |

| 12    | POR   | Randall Rodríguez    |     |
| 2     | DEF   | Joaquín Ferreira     |     |
| 6     | DEF   | Matías González      |     |
| 3     | DEF   | Agustín Rodríguez    |     |
| 5     | DEF   | Mathías De Ritis     |     |
| 14    | MED   | Damián García        |     |
| 18    | MED   | Braulio Guisolfo     | 73' |
| 16    | MED   | Nicolás Rossi        |     |
| 19    | MED   | Santiago Homenchenko | 89' |
| 15    | MED   | Máximo Alonso        | 79' |
| 9     | DEL   | Óscar Cruz           | 73' |
| D. T. | D. T. | Juan Manuel Olivera  |     |

| 24    | POR   | Samuel Soares    |     |
| 71    | DEF   | João Tomé        | 86' |
| 44    | DEF   | Adrian Bajrami   |     |
| 62    | DEF   | Lenny Lacroix    |     |
| 65    | DEF   | Rafael Rodrigues |     |
| 73    | MED   | Cher Ndour       | 74' |
| 74    | MED   | Žan Jevšenak     | 86' |
| 87    | MED   | João Neves       |     |
| 52    | DEL   | Henrique Pereira | 74' |
| 51    | DEL   | João Resende     | 64' |
| 96    | DEL   | Diego Moreira    |     |
| D. T. | D. T. | Luis Castro      |     |

| 13 10 | DEL MED | Santiago Díaz Matías Ferreira | 73' |
| 11    | DEL     | Brian Mansilla                | 79' |
| 20    | MED     | Mateo Carrizo                 | 89' |

| 90    | DEL     | Luís Semedo                    | 64' |
| 46 76 | DEL MED | Gerson Sousa Martim Neto       | 74' |
| 78 60 | DEF MED | Francisco Domingues Nuno Félix | 86' |

| 69' | Luís Semedo | 0:1 |

| 52' | Damián García |

| 81' · 90+3' · 90+5' | Žan Jevšenak Martim Neto Nuno Félix |

| Principal  | Derlis López   |
| Asistentes | Roberto Cañete |
|            | José Villagra  |
| Cuarto     | José Méndez    |

| VAR            | Germán Delfino        |
| Asistentes VAR | Maximiliano Del Yesso |

|  |                   |    |    |
|  | Tiros             | 14 | 6  |
|  | Tiros a puerta    | 7  | 2  |
|  | Faltas            | 7  | 11 |
|  | Saques de esquina | 7  | 5  |
|  | Penaltis          | 0  | 0  |

| 12    | POR   | Randall Rodríguez    |     |
| 2     | DEF   | Joaquín Ferreira     |     |
| 6     | DEF   | Matías González      |     |
| 3     | DEF   | Agustín Rodríguez    |     |
| 5     | DEF   | Mathías De Ritis     |     |
| 14    | MED   | Damián García        |     |
| 18    | MED   | Braulio Guisolfo     | 73' |
| 16    | MED   | Nicolás Rossi        |     |
| 19    | MED   | Santiago Homenchenko | 89' |
| 15    | MED   | Máximo Alonso        | 79' |
| 9     | DEL   | Óscar Cruz           | 73' |
| D. T. | D. T. | Juan Manuel Olivera  |     |

| 24    | POR   | Samuel Soares    |     |
| 71    | DEF   | João Tomé        | 86' |
| 44    | DEF   | Adrian Bajrami   |     |
| 62    | DEF   | Lenny Lacroix    |     |
| 65    | DEF   | Rafael Rodrigues |     |
| 73    | MED   | Cher Ndour       | 74' |
| 74    | MED   | Žan Jevšenak     | 86' |
| 87    | MED   | João Neves       |     |
| 52    | DEL   | Henrique Pereira | 74' |
| 51    | DEL   | João Resende     | 64' |
| 96    | DEL   | Diego Moreira    |     |
| D. T. | D. T. | Luis Castro      |     |

| 13 10 | DEL MED | Santiago Díaz Matías Ferreira | 73' |
| 11    | DEL     | Brian Mansilla                | 79' |
| 20    | MED     | Mateo Carrizo                 | 89' |

| 90    | DEL     | Luís Semedo                    | 64' |
| 46 76 | DEL MED | Gerson Sousa Martim Neto       | 74' |
| 78 60 | DEF MED | Francisco Domingues Nuno Félix | 86' |

| 69' | Luís Semedo | 0:1 |

| 52' | Damián García |

| 81' · 90+3' · 90+5' | Žan Jevšenak Martim Neto Nuno Félix |

| Principal  | Derlis López   |
| Asistentes | Roberto Cañete |
|            | José Villagra  |
| Cuarto     | José Méndez    |

| VAR            | Germán Delfino        |
| Asistentes VAR | Maximiliano Del Yesso |

|  |                   |    |    |
|  | Tiros             | 14 | 6  |
|  | Tiros a puerta    | 7  | 2  |
|  | Faltas            | 7  | 11 |
|  | Saques de esquina | 7  | 5  |
|  | Penaltis          | 0  | 0  |

|                             |
| Bandera de Portugal         |
| Campeón Benfica 1.er título |

## Derechos de transmisión
Las siguientes señales transmitieron la Copa Intercontinental Sub-20 2022.
| País o región | Señales                                        |
| ------------- | ---------------------------------------------- |
| Argentina     | DirecTV Sports y Facebook Watch                |
| Bolivia       | Facebook Watch                                 |
| Brasil        | Facebook Watch                                 |
| Chile         | DirecTV Sports y Facebook Watch                |
| Colombia      | DirecTV Sports y Facebook Watch                |
| Ecuador       | DirecTV Sports y Facebook Watch                |
| Paraguay      | Facebook Watch                                 |
| Perú          | DirecTV Sports y Facebook Watch                |
| Uruguay       | DirecTV Sports, Dexary, AUFTV y Facebook Watch |
| Venezuela     | DirecTV Sports y Facebook Watch                |

| País o región | Señales                  |
| ------------- | ------------------------ |
| Grecia        | Cosmote                  |
| Israel        | Sports Channel           |
| Portugal      | Eleven Sports y Canal 11 |
| Todos         | UEFA TV y BTV Box        |

| País o región | Señales        |
| ------------- | -------------- |
| Todos         | Facebook Watch |